# Isla Thompson
La isla Thompson es una isla fantasma ubicada en el océano Atlántico Sur entre Sudáfrica y la Antártida. Se ha considerado su ubicación a unos 150 km al noreste de la isla Bouvet, que pertenece a Noruega desde 1927. Es posible que esta isla, de haber existido, desapareciera tras una erupción volcánica ocurrida entre 1893 y 1898.
Se la posicionó en las coordenadas 54°33′00″S 5°50′00″E / -54.55000, 5.83333.
La isla Thompson habría sido descubierta en el Atlántico Sur el 13 de diciembre de 1825 por el marino inglés George Norris, capitán del buque Sprightly. Luego habría sido avistada 68 años más tarde, en 1893, por el marino Joseph J. Fuller a bordo del Francis Allyn. Pero en 1898 un equipo de investigadores alemanes quiso determinar la posición precisa de tal isla durante la llamada "Expedición Valdivia", sin embargo no fue reencontrada. Tras la "Expedición Antártica Noruega" (de 1928 a 1929) la isla fue declarada inexistente por los marinos noruegos Ola Olstad y Nils Larsen.

## Cultura popular
- La novela La piel fría, del escritor español Albert Sánchez Piñol, se ha inspirado supuestamente en esta isla para el escenario en el que transcurre la acción.